# Gerflor
 (octobre 2024).
L'article doit être relu — et modifié si nécessaire — par des contributeurs indépendants pour apporter un regard critique aux contributions effectuées en violation des conditions d'utilisation de Wikipédia, tant sur la forme (notamment concernant le style encyclopédique, la proportionnalité) que sur le fond (la neutralité de point de vue, la qualité et l'indépendance des sources).
 (octobre 2024).
Gerflor est un leader mondial des solutions de revêtements de sols souples et muraux.

## Présentation
Gerflor est une entreprise française spécialisée dans la conception, la fabrication et la distribution de revêtements de sols souples, destinés aux secteurs du sport, de la santé, de l'éducation, du commerce, de l'industrie et de l'habitat.
Gerflor compte 5 000 collaborateurs collaborateurs et affiche un chiffre d'affaires de plus de 1.5 milliard d’euros en 2024. Le PDG du groupe est Bertrand Chammas depuis 2003.

## Partenariats sportifs
Gerflor accompagne les Jeux olympiques depuis 1976, année où il a équipé le Centre sportif olympique de Montréal.
Depuis, Gerflor a participé à 11 éditions des Jeux olympiques, dont celles de Los Angeles, Barcelone, Pékin, Londres et Rio de Janeiro. Gerflor est également partenaire de plusieurs fédérations sportives internationales, comme la Fédération internationale de volley-ball, la Fédération internationale de handball, la Fédération internationale de basket-ball ou la Fédération européenne de badminton.

## Réalisations
Gerflor a contribué à de nombreux projets prestigieux, en proposant des solutions de revêtements de sols adaptées aux exigences spécifiques de chaque client.
Parmi ces projets, on peut mentionner le Stade de France, le Musée du Louvre, le Centre Pompidou, le Palais de l'Élysée, le Parlement européen, le siège de l'UNESCO, le Grand Théâtre de Bordeaux, le Centre hospitalier universitaire de Rennes, le Centre commercial Beaugrenelle, le Parc des Princes, le Circuit Paul Ricard ou encore le Paquebot France.

## Développement durable
L’entreprise s’est dotée progressivement des certifications ISO 9001 qualité (1995), ISO 14001 Environnement (2003), ISO 45001 Santé et Sécurité au Travail (2011), ISO 50001 Energie (2013).
Le recyclage a démarré dès 1960, avec des centres de recyclage intégrés au sein des usines.
Dès 2015 le programme a été certifié Eucertplast.
En 2018, Gerflor et Paprec se sont associés dans une co-entreprise appelée Floor to Floor pour créer une ligne de recyclage dédiée aux sols souples.
À partir de 2022 le programme s’est étendu à de nouveaux pays et concerne en 2024 environ dix pays européens.
En France, Gerflor est leader en 2023 du recyclage des sols vinyle avec environ 60% de part de marché (source syndicale).
Dès 2003 Gerflor s’est doté de critères d’éco conception.
En 2005 il s’est associé à une initiative syndicale en France pour calculer l’empreinte carbone des sols résilients via les premières FDES collectives.
En 2018, Gerflor a commencé à documenter l’empreinte carbone de ses produits de façon individuelle, avec une certification tierce partie UL, via des EPD individuelles.
Il s’est fixé comme objectif de réduire les émissions des scopes 1 et 2 de 20% entre 2019 et 2025.
L’entreprise fabrique et commercialise des sols vinyle mais aussi des sols avec des contenus biosourcés.
En 2014, Gerflor a fait l’acquisition de Connor Sports, qui fabrique des planchers sportifs en bois massif.
En 2024, Gerflor a soumis des objectifs de réduction des gaz à effet de serre à horizon 2030 auprès du SBTi (Science Based Target Initiative) et a renouvelé sa certification RSE Ecovadis.